# Konea Ra
Konea Ra ist eine österreichische Band. Im Jahr 2015 war die Band für den FM4 Award, der im Rahmen der Amadeus Austrian Music Award verliehen wird, nominiert.

## Diskografie

### EPs
- 2011: Ping Pong
- 2011: Little Warrior (Vienna Wildstyle Recordings)
- 2012: Ping Pong (Remixes) (Vienna Wildstyle Recordings)
- 2013: Boy (Vienna Wildstyle Recordings)
- 2014: Switching Lanes (Duzz Down San)
- 2015: Blue Balloon (Vienna Wildstyle Recordings)

### Alben
- 2012: Pray for Sun (Vienna Wildstyle Recordings)
- 2014: Konea Ra (Vienna Wildstyle Recordings)
- 2015: Konea Ra (Deluxe Version) (Vienna Wildstyle Recordings)

### Sonstiges
- 2014: Sisyphos von Karma Art feat. Konea Ra (Duzz Down San)
- 2014: Vienna von Konea Ra feat. DJ Phekt (Wien Musik 2014) (monkey Music)
- 2014: In My House (Radio Edit) von Konea Ra (FM4 Soundselection Vol. 31) (Universal Music)
- 2015: Skin von Karma Art feat. Konea Ra (Zebra) (Duzz Down San)